# Lavoisier (Mondkrater)
Lavoisier ist ein Einschlagkrater am nordwestlichen Rand der Mondvorderseite am westlichen Rand des Oceanus Procellarum. Er liegt südwestlich des Kraters von Braun, des früheren Nebenkraters Lavoisier D.
Der Kraterwall ist stark erodiert, das Innere weist die ringförmigen Bruchstrukturen eines Floor-fractured craters auf, im südöstlichen Teil verbinden sich die Rillenstrukturen mit dem anschließenden Nebenkrater Lavoisier F. 
| Buchstabe | Position               | Durchmesser            | Link                   |
| --------- | ---------------------- | ---------------------- | ---------------------- |
| A         | 36,95° N, 73,24° W     | 29 km                  |                        |
| B         | 39,74° N, 79,72° W     | 26 km                  |                        |
| C         | 35,75° N, 76,68° W     | 35 km                  |                        |
| D         | Umbenannt in von Braun | Umbenannt in von Braun | Umbenannt in von Braun |
| E         | 40,88° N, 80,37° W     | 50 km                  |                        |
| F         | 37,04° N, 80,42° W     | 36 km                  |                        |
| G         | 37,18° N, 85,6° W      | 19 km                  |                        |
| H         | 38,16° N, 78,9° W      | 29 km                  |                        |
| J         | 37,45° N, 86,52° W     | 22 km                  |                        |
| K         | 39,73° N, 74,41° W     | 7 km                   |                        |
| L         | 39,73° N, 74,96° W     | 7 km                   |                        |
| N         | 41,9° N, 82,3° W       | 24 km                  |                        |
| S         | 39° N, 83,06° W        | 25 km                  |                        |
| T         | 36,47° N, 76,6° W      | 18 km                  |                        |
| W         | 36,8° N, 81,83° W      | 17 km                  |                        |
| Z         | 36,11° N, 86,25° W     | 12 km                  |                        |

Der Krater wurde 1935 von der IAU nach dem französischen Chemiker Antoine Laurent de Lavoisier offiziell benannt.